# The Fat of the Land
Albums de The Prodigy
Music for the Jilted Generation
(1994) Always Outnumbered, Never Outgunned
(2004)
The Fat of the Land est un album du groupe The Prodigy, emblématique du style big beat. Il a été publié par XL Recordings le 1er juillet 1997.
L'album a causé une petite controverse en Grande-Bretagne en raison de l'apparence du chanteur, Keith Flint, dans la vidéo du premier single : Firestarter. Certaines personnes ont parlé de misogynie pour le titre Smack My Bitch Up, mais le groupe maintient qu'il s'agissait d'un trait d'humour en rapport avec le gangsta rap.
Une citation du nazi Hermann Göring figure dans le livret qui accompagne l'album :

« Steel? We have no butter, but I ask you - Would you rather have butter or guns? Shall we import lard or steel? Let me tell you, Preparedness makes us powerful. ...Butter merely makes us fat. Lard? »

Liam Howlett présente cette citation comme une expression qui pourrait être celle d'un « mauvais garçon » de la scène hip-hop, sans lien avec son contexte d'origine.
Comme sur la pochette de leur album précédent, le logo indique Prodigy au lieu de The Prodigy, ce qui a laissé penser que le groupe changeait de nom.
Liam Howlett indiquera bien plus tard qu'il s'agissait uniquement d'une contrainte esthétique, mais que le nom du groupe a toujours été The Prodigy, comme les albums suivants le rappelleront.

## Liste des titres
| No  | Titre                                        | Durée |
| --- | -------------------------------------------- | ----- |
| 1.  | Smack My Bitch Up                            | 5:42  |
| 2.  | Breathe                                      | 5:35  |
| 3.  | Diesel Power                                 | 4:17  |
| 4.  | Funky Shit                                   | 5:16  |
| 5.  | Serial Thrilla                               | 5:11  |
| 6.  | Mindfields                                   | 5:40  |
| 7.  | Narayan                                      | 9:05  |
| 8.  | Firestarter                                  | 4:40  |
| 9.  | Climbatize                                   | 6:36  |
| 10. | Fuel My Fire                                 | 4:19  |
| 11. | Molotov Bitch (édition japonaise uniquement) | 4:51  |
| 12. | No Man Army (édition japonaise uniquement)   | 4:45  |